# فراسوی ساختار
فراسوی ساختار – ۱۲ قانون دیگر برای زندگی عنوان کتاب خودیاری و ادامهٔ کتاب ۱۲ قانون زندگی، نوشتهٔ روانشناس بالینی و چهرهٔ رسانه‌ای کانادایی جردن پیترسون است، که در دوم مارس ۲۰۲۱ منتشر شده‌است.

## خلاصه
1. پیروزی‌های خلاقانه یا سازمان‌های اجتماعی را با بی‌توجهی بی‌ارزش نبینید.
2. در پندار خویش آنچه می‌توان باشید را بسازید و سپس تنها و تنها به سوی آن خیز بردارید.
3. چیزهایی که دوست ندارید را پشت ابر بی‌توجهی پنهان نکنید.
4. آگاه باشید که فرصت همیشه جایی که مسئولیت کناره‌گیری نموده پنهان است.
5. کاری که از آن متنفرید را انجام ندهید.
6. ایدئولوژی را رها کنید.
7. روی حداقل یک چیز تا جایی که امکان دارد سخت کار کنید و ببینید چه می‌شود.
8. تلاش کنید یک اتاق خانه خود را تا جایی که می‌شود زیبا نگاه دارید.
9. اگر خاطرات گذشته هنوز شما را ناراحت می‌کنند، آنها را بادقت و بدون کاستی بنویسید.
10. با پشتکار و برنامه‌ریزی تلاش کنید رابطهٔ عاطفی خود را عاشقانه نگاه دارید.
11. به خود اجازهٔ فریبکار شدن، نادان شدن، یا آزرده شدن ندهید.
12. سپاسگزار رنج‌هایی که کشیده‌اید باشید.